# NGC 7584
NGC 7584 est une galaxie lenticulaire située dans la constellation de Pégase. Sa vitesse par rapport au fond diffus cosmologique est de 12 539 ± 43 km/s, ce qui correspond à une distance de Hubble de 185,0 ± 13,0 Mpc (∼603 millions d'al). NGC 7584 a été découverte par l'astronome allemand Albert Marth en 1864.

## Groupe WBL705

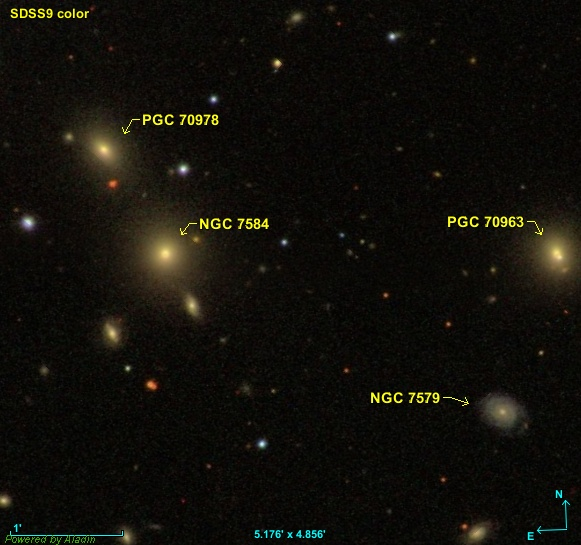
Le trio de galaxies WBL 705 et la galaxie PGC 70963.

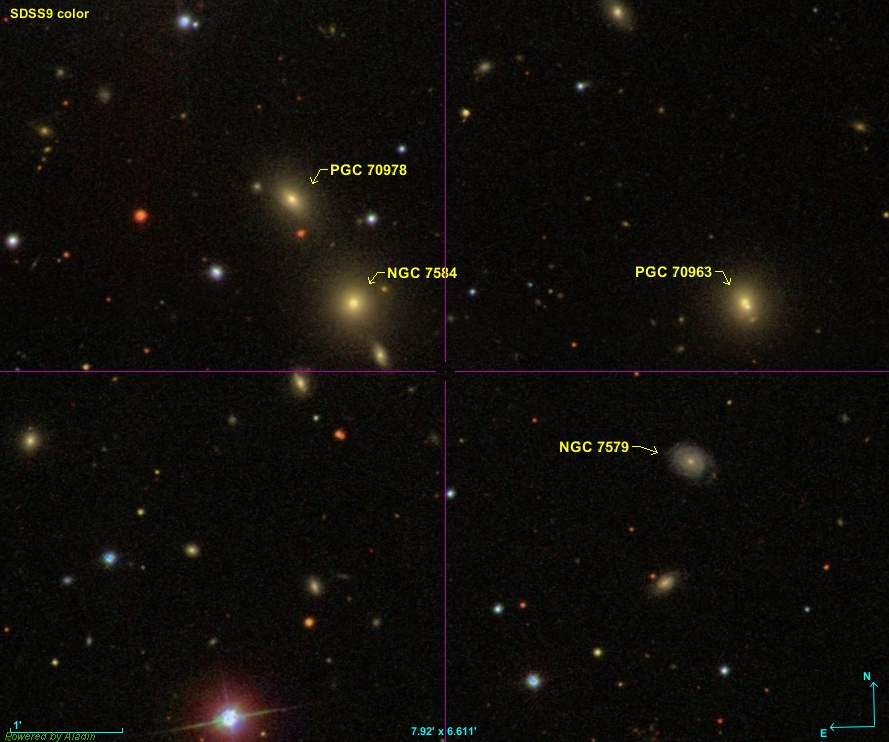
La troisième galaxie du trio est probablement PGC

En se basant sur un catalogue de 732 groupes de galaxies rapprochées et pauvres en membres publié en mai 1999 par Richard A. White, Mark Bliton, Suketu P. Bhavsar, Patricia Bornmann, Jack O. Burns, Michael J. Ledlow et Christen Loken, la base de données NASA/IPAC indique que NGC 7584 fait partie du groupe WBL705. Selon ce catalogue, ce groupe comprend trois galaxies, mais malheureusement elles ne sont pas identifiées. La désignation employée pour les groupes de ce catalogue est WBLXXX-xxX, où xxX est le néméro du groupe et X le numéro de la galaxie qui dépasse très rarement 10. L'identification de la galaxie peut être réalisée la plupart du temps en entrant la désigantion WBLXXX-xxX de celle-ci dans la base de données NASA/IPAC. Pour ce groupe, la base de données NASA/IPAC indique qu'il s'agit de NGC 7579, de NGC 7584 et de CGCG 406-050 (PGC 70978). La distance de cette dernière galaxie est cependant loin de correspondre à celle des deux autres galaxies. De plus, les coordonnées indiquées par White et al. pour ce groupe à l'époque B1950.0 sont 2315.3+0909 ce qui correspond à l'époque J2000.0 à 23h 17m 49.7123s et à 9° 25′ 23,957″. La figure à droite avec une croix indique la position de cet endroit. Il semble bien que ce soit la troisième galaxie soit PGC 70963, d'autant que sa distance est fort semblable à celle de NGC 7579 et de NGC 7584, et non (PGC 70978). Le tableau ci-dessous résume les propriétés de ces quatre galaxies.
Deux autres galaxies sont aussi près de NGC 7584 dans le ciel de la Terre. Il s'agit de WISEA J231752.03+09532.4 et de WISEA J2317754.94+092516.6. La distance de Hubble de la première galaxie est inconnue, alors que la deuxième ne figure pas sur la base de données NASA/IPAC. Ces deux galaxies sont aussi absentes de la base de données Simbad.
| Nom                       | Classification | Type         | α (J2000.0)      | δ (J2000.0)     | Vitesse radiale (km/s) | Magnitude apparente | Distance (Mpc)   | Dimension (kal) |
| ------------------------- | -------------- | ------------ | ---------------- | --------------- | ---------------------- | ------------------- | ---------------- | --------------- |
| NGC 7579 (WBL 705-01)     | C,             | Compacte     | 23h 17m 38.8573s | 09° 25′ 59.984″ | 12 310 ± 34 km/s       | 14,1                | 176,1 ± 12,4 Mpc | 158             |
| NGC 7584 (WBL 705-02)     | S0             | Lenticulaire | 23h 17m 53.0268s | 09° 26′ 00.131″ | 12 910 ± 34 km/s       | 14.4                | 185,0 ± 13,0 Mpc | 176             |
| KUG 2314+181 (WBL 705-03) | ?              | ?            | 23h 17m 53.2181s | 09° 26′ 55.865″ | 10 908 ± 0 km/s        | -20.31 ± 0,64       | 155,4 ± 10,9 Mpc | 131             |
| PGC 70963                 | ?              | ?            | 23h 17m 40.8165s | 09° 24′ 35.228″ | 12 279 ± 0 km/s        | -17,39 ± 0,50       | 175,7 ± 12,3 Mpc | 114             |

En considérant la galaxie PGC 70963 comme le troisième membre de ce trio, la distance de Hubble moyenne de celui-ci est égale à 178,9 ± 12,5 Mpc (∼584 millions d'al) où la valeur de 12,5 Mpc est la moyenne des incertitudes des distances.